# فیلیپ لانگ (شناگر)
فیلیپ لانگ (به انگلیسی: Philip Long) (زادهٔ ۶ دسامبر ۱۹۴۸) شناگر اهل ایالات متحده آمریکا است.